# Xã Lura, Quận Grant, Nam Dakota
Xã Lura (tiếng Anh: Lura Township) là một xã thuộc quận Grant, tiểu bang Nam Dakota, Hoa Kỳ. Năm 2010, dân số của xã này là 44 người.